# Stożek (Zawory)
Stożek (niem. Rumpelsberg, Rumpel-Koppe) – szczyt o wysokości 613 m n.p.m., w południowo-zachodniej Polsce, w Sudetach Środkowych, w Górach Stołowych, w paśmie Zaworów.
Góra położona jest w północnej części Zaworów, w grzbiecie odchodzącym ku północy i północnemu zachodowi od Rogu.
Wierzchołek zbudowany jest z górnokredowych piaskowców i mułowców. Niższe partie zboczy od zachodu zbudowane są z piaskowców triasowych barwy czerwonej.
Cały masyw porośnięty lasem świerkowym z domieszką sosny i drzew liściastych.